# 盧卡·佐里奇
盧卡·佐里奇（1984年11月5日—），克羅地亞籃球運動員。他現在效力於土耳其球隊費內巴切俱樂部，他也是克羅地亞國家男子籃球隊的一員。